# Repbron Carrick-a-Rede
Repbron Carrick-a-Rede är en repbro nära Ballintoy i County Antrim i Nordirland. Bron förbinder fastlandet med den lilla ön Carrickarede. Den spänner 20 meter och är placerad 30 meter över klipporna under. Bron tjänar huvudsakligen som en turistattraktion och ägs och underhålls av National Trust. Bron är öppen året runt (under förutsättning att vädret är tjänligt) och den kan beträdas mot en avgift. 
Det antas att laxfiskare har byggt broar till ön sedan mer än 350 år tillbaka. Broarna har haft olika former över åren. På 1970-talet hade bron bara en reling och hade också stora avstånd mellan gångbrädorna. En ny bro, som provades med upp till tio tons belastning, byggdes med hjälp av lokala klättrare år 2000. An annan bro byggdes 2004, vilken erbjöd en mycket säkrare passage till ön. Den nuvarande rep- och douglasgranbron tillverkades av Heyn Construction i Belfast och sattes på plats 2008.

## Geologi
Ön Carrickarede är ett exempel på en vulkanplugg. Erosion av havet har exponerat en sektion av denna gamla vulkans hätta. Närvaron av tuff, breccia, grå vulkanisk aska och vulkaniska bomber påvisar eruptionernas våldsamhet för omkring 60 miljoner år sedan när smält berg pressade sig en väg genom kalkstenslagren.
Längs kusten i området, liksom på stora delar av Antrimpålatån, består berget av basalt med vit ulsterkalk under. Vid Carrickarede har ett gammalt vulkaniskt rör efterlämnat dolerit, ett hårdare berg än basalt, vilket eroderar avsevärt långsammare. Bakom doleriten, på den södra sidan, är röret fyllt med pyroklastiskt material, som bryts ned mycket lättare, huvudsakligen ett grovt tuffagglomerat. Kombinationen av den hårda klippan på framsidan mot havet och den mjukare klippan bakom, med långvarig erosion av vågorna, har till slut lämnat den lilla ön kvar.

## Fotogalleri

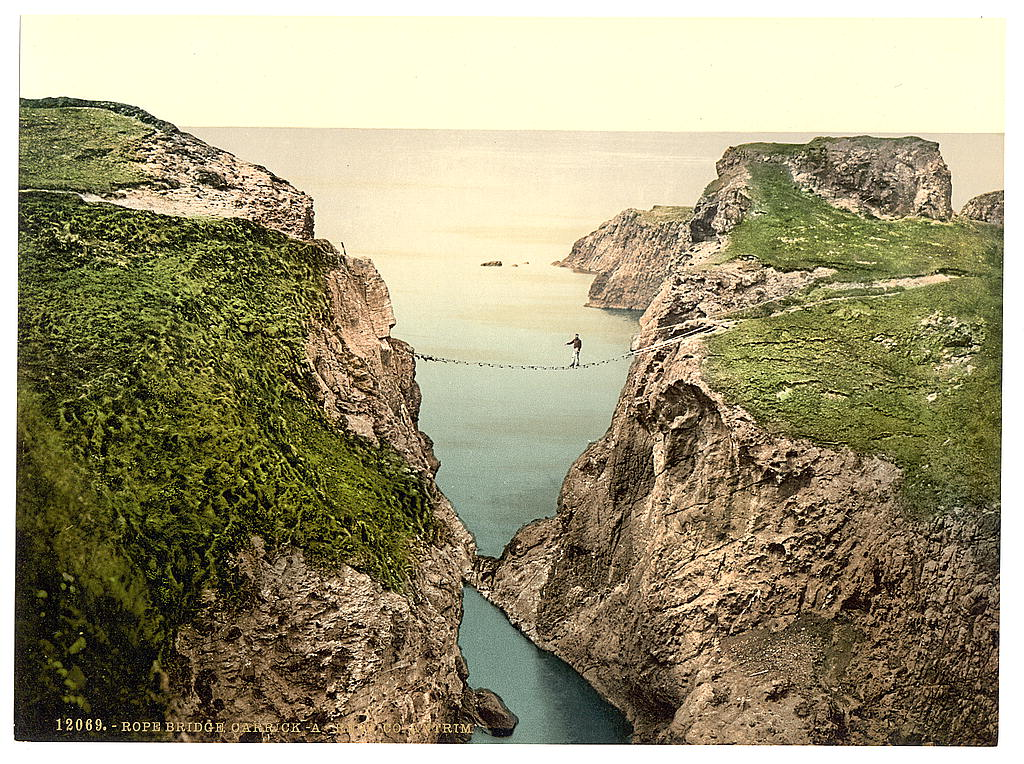
Repbron Carrick-a-Rede omkring 1890–1900.
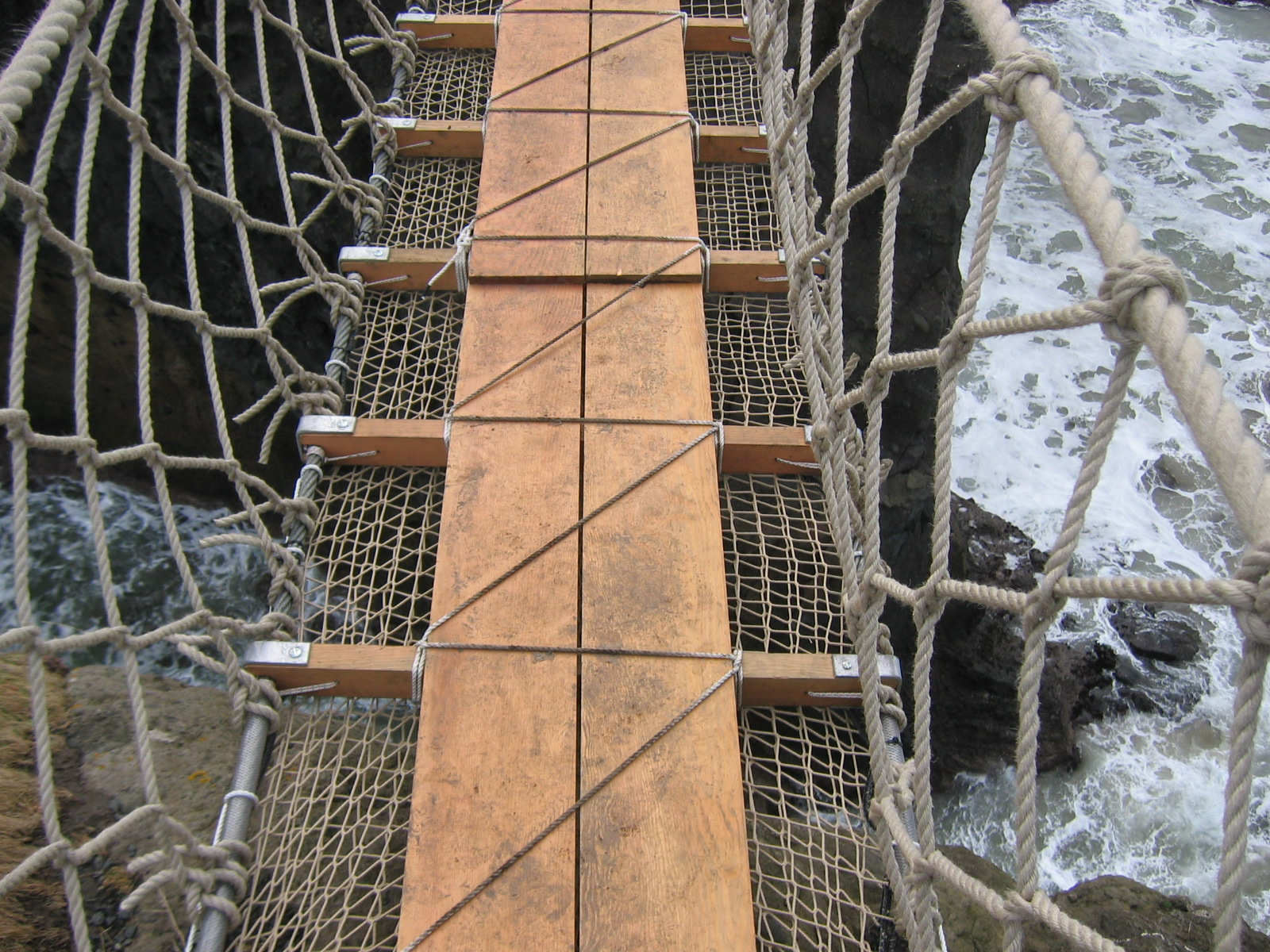
Brons struktur, 2004.
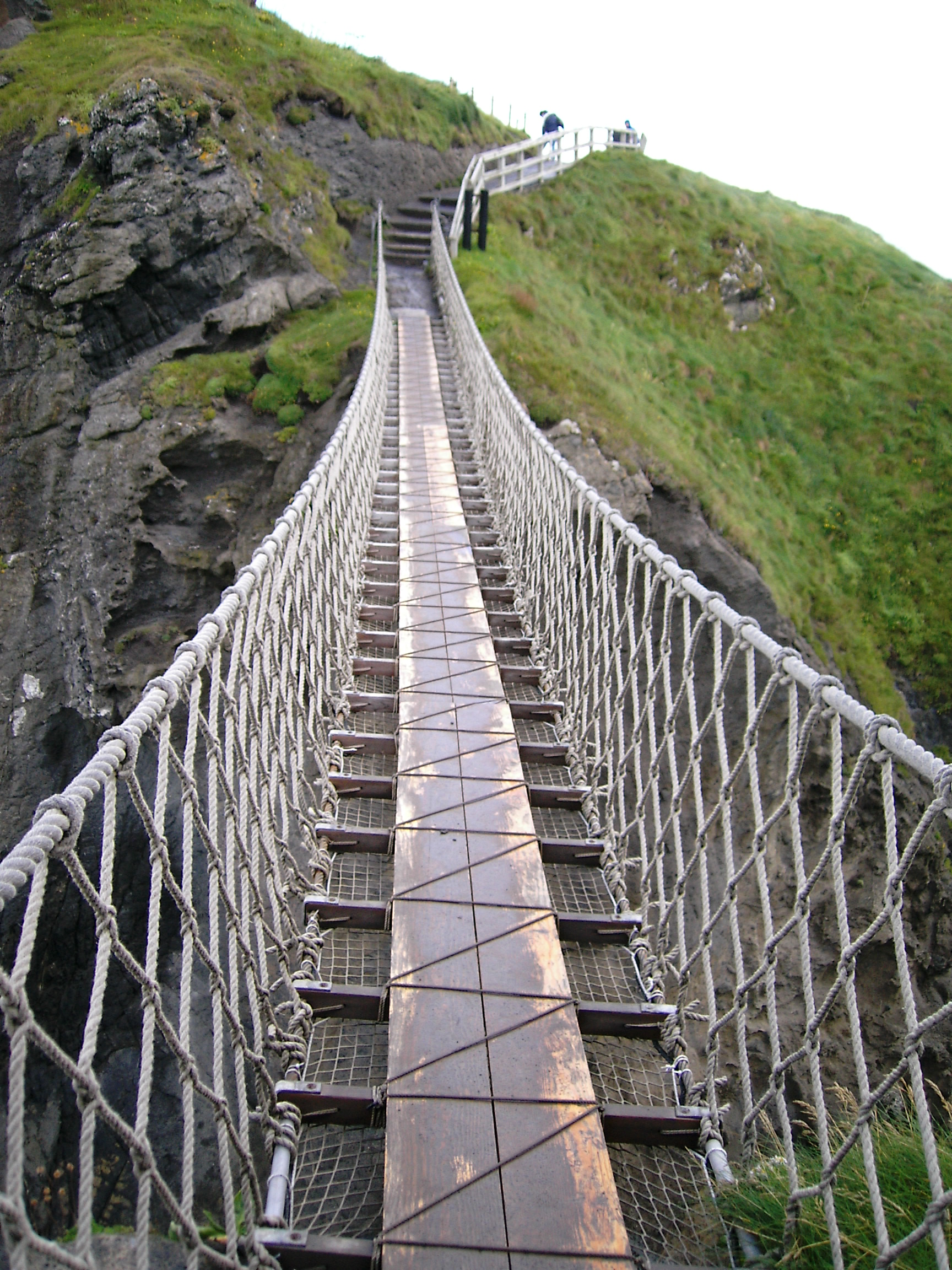
Brons struktur, 2005.
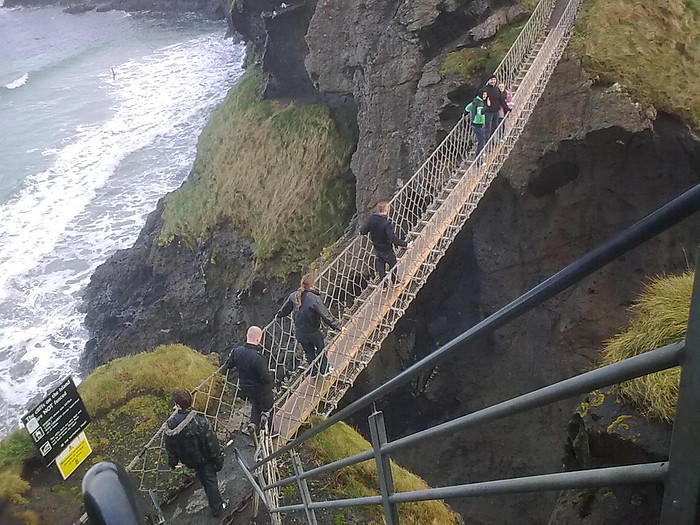
Bron 2010.
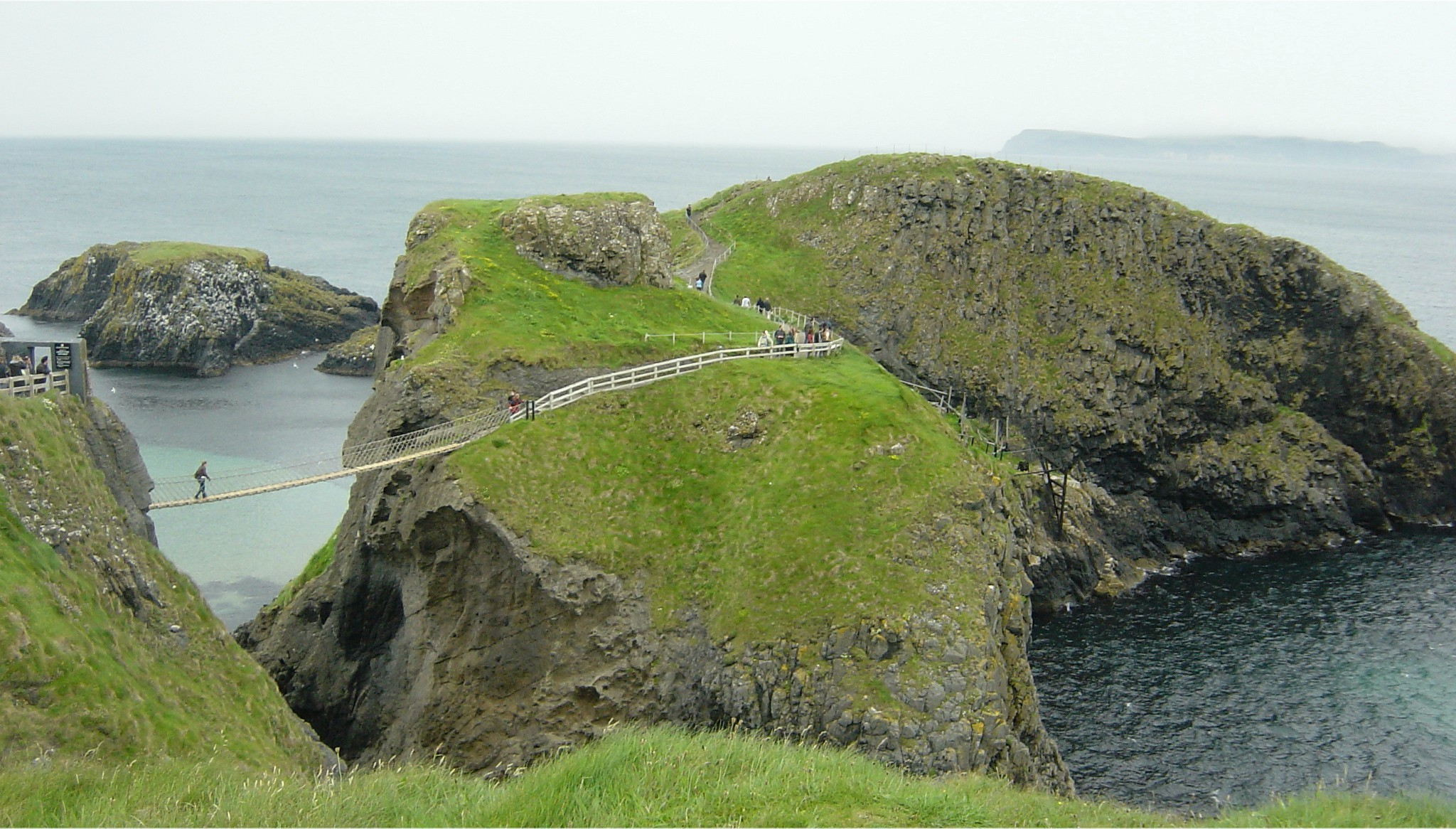
Bron och ön 2007.